# Chthonius spelaeophilus histricus
Chthonius spelaeophilus histricus es una subespecie de arácnido  del orden Pseudoscorpionida de la familia Chthoniidae.

## Distribución geográfica
Se encuentra en los territorios que antes se llamaban Yugoslavia y en Italia.